# Pier Luigi Nervi
Pier Luigi Nervi (ur. 21 czerwca 1891 w Sondrio, zm. 9 stycznia 1979 w Rzymie) – włoski architekt i inżynier budownictwa, przedstawiciel modernizmu.

## Życiorys
Pier Luigi Nervi był synem pracownika poczty Antonio Bartoli Nerviego. W 1913 ukończył studia w Szkole Inżynierskiej w Bolonii, uzyskując dyplom inżyniera budownictwa. Następnie pracował w dziale technicznym przedsiębiorstwa robót betoniarskich w Bolonii i Florencji. W latach 1915–1918 służył w wojskach inżynieryjnych. W 1920 założył własne biuro inżynierskie Società Ing. Nervi e Nebbiosi, do którego od 1955 wstąpili również jego synowie Antonio, Mario i Vittori.
Nervi działał jako projektant (architekt), konstruktor i doradca. Pierwszym dziełem Nerviego, które zyskało szersze uznanie na świecie był miejski stadion we Florencji, z 1932 roku (obecnie Stadio Artemio Franchi). Obiekt posiadał 35000 miejsc siedzących, w formie oszczędnej, nagiej konstrukcji betonowej, ze wspornikowymi krętymi schodami. W 1935 wygrał konkurs na hangary lotnicze w Orbetello, które zrealizowano do 1938.
W większości swych prac Nervi wykorzystywał konstrukcje z przecinających się betonowych żeber, z polami międzyżebrowymi wypełnionymi płytami. Zawsze kierował się ku oszczędnym rozwiązaniom. W przypadku hangarów w Orbetello oraz Torre del Lago (1940-1943) zastosował lekkie konstrukcje z wykorzystaniem prefabrykatów.
W latach 1946–1961 Nervi kierował katedrą konstrukcji i materiałoznawstwa na wydziale architektury w Rzymie. W latach 1948–1949 zaprojektował i skonstruował halę wystawową Torino Esposizioni w Turynie. W czasie budowy skorzystano ze specjalnego rusztowania jezdnego, na które Nervi uzyskał patent. Nervi opublikował też kilka prac naukowych. W 1961 otrzymał doktorat honoris causa Politechniki Warszawskiej.

## Główne dzieła
- Stadion Artemio Franchi, Florencja (1931)
- budynek wystawowy, Turyn (1949)
- UNESCO - kwatera główna, Paryż (1950) (współpracowali: Marcel Breuer i Bernard Zehrfuss)
- wieża Pirelli, Mediolan (1950) (we współpracy z Gio Ponti)
- Pałac Sportu w Rzymie (1956)
- Stadion Olimpijski w Rzymie (1960)
- Pałac Pracy, Turyn (1961)
- Bell Tower, Florencja (1962)
- młyn papierniczy, Mantua, Włochy (1962)
- George Washington Bridge Bus Station (dworzec autobusowy), Nowy Jork (1963)
- Tour de la Bourse (biurowiec), Montreal (1964)
- Katedra Wniebowzięcia Najświętszej Maryi Panny, San Francisco, Kalifornia (1967, wespół z Pietro Belluschi)
- Aula Pawła VI, Watykan (1971)
- Ambasada Australijska, Paryż (1973)
- Good Hope Centre, Kapsztad (1976)
- Norfolk Scope, Norfolk, VA (1971)

## Nawiązania
Na Małym Pałacu Sportu w Rzymie wzorowana była hala widowiskowo-sportowa Arena w Poznaniu (proj. Jerzy Turzeniecki, 1972–1974).